# Victor Igbonefo
 (septembre 2023).
Victor Igbonefo, né le 10 octobre 1985 à Enugu au Nigeria est un footballeur international  indonésien qui joue au poste de défenseur central au Persib Bandung.

## Palmarès

### En club
- Avec le Persipura Jayapura :
  - Championnat d'Indonésie en 2005, 2009, 2011

### Équipe nationale
Indonésie
- Championnat d'Asie du Sud-Est :
  - Finaliste : 2020[2].